# Lauren Hill
Lauren Hill (Greendale, 1º ottobre 1995 – Cincinnati, 10 aprile 2015) è stata una cestista statunitense.

## Biografia
Dopo aver frequentato la Lawrenceburg High School, si iscrisse alla Mount Saint Joseph University, squadra di Division III del campionato NCAA. Nell'autunno 2013, appena maggiorenne, le venne diagnosticato un glioma pontino intrinseco diffuso che ne interruppe la carriera agonistica: la Hilla giocava nel ruolo di ala.
Nuovi esami medici, effettuati nell'ottobre 2014, evidenziarono l'aggravamento del tumore cerebrale, che fu considerato inguaribile e con una aspettativa di vita di qualche mese: per consentirle di scendere in campo, la NCAA decise di anticipare la stagione sportiva 2014-15 rispetto alla data prevista. Il 1º novembre 2014, poco dopo aver compiuto 19 anni, la HIlla disputò da titolare con la maglia della Mount St. Joseph University la prima partita del campionato. La partita richiamò oltre 10 000 spettatori e realizzò due canestri. La stessa Hill approfittò dell'evento per lanciare un messaggio di sensibilizzazione, mentre le donazioni dei tifosi consentirono di raccogliere più di 40 000 $, a sostegno delle ricerche per la cura contro i tumori
Dopo aver disputato altre quattro gare, il peggioramento delle condizioni fisiche ne impedì il proseguimento dell'attività sportiva: agli inizi del 2015 assunse quindi il ruolo di assistente dell'allenatore. Nel medesimo periodo la Mount St. Joseph University le conferì una laurea honoris causa in Lettere.
La malattia proseguì il suo corso e provocò la morte della HIll il 10 aprile 2015, nell'ospedale di Cincinnati in cui era ricoverata. Il funerale si svolse il 14 aprile in forma privata, alla presenza di oltre 400 persone.
Al suo nome furono dedicati vari riconoscimenti postumi.
Grazie al suo impegno, prima che morisse, la Hill contribuì a raccogliere oltre 1,7 milioni di dollari a sostegno della fondazione "The Cure Starts Now" che si occupa di sostenere la ricerca per le cure contro il cancro. Alla sua memoria, all'ottobre 2020, sono stati superati i 2 milioni e mezzo di dollari di donazioni per le cure contro il glioma pontino intrinseco diffuso.
Nel dicembre 2015 la NCAA le ha conferito l'"NCAA Inspiration Award" alla memoria.